# Guido Knopp
Guido Knopp (* 29. ledna 1948, Treysa, Hesensko) je německý novinář, publicista, historik, zabývající se studiem moderních dějin (např. Třetí říší).

## Život
Guido Knopp se narodil v Treyse, Hesensku, avšak od dvou let věku vyrůstal v bavorském Aschaffenburgu, kam se rodina tehdy přestěhovala. Jeho rodina je z otcovy strany původem z Horního Slezska, z matčiny strany z Horního Hesenska. Po maturitě na gymnáziu studoval historii, politiku a žurnalistiku ve Frankfurtu nad Mohanem, Amsterdamu a Würzburgu.